# Церковь Рождества Пресвятой Богородицы (Новоельня)
Церковь Рождества Пресвятой Богородицы (бел. Царква Раства Прасвятой Багародзіцы) — православный храм в честь Рождества Пресвятой Богородицы в городском посёлке Новоельня Дятловского района Гродненской области Белоруссии, памятник архитектуры второй половины XIX века. Церковь расположена на юго-западной окраине городского посёлка. Построена в 1876—1879 годах из кирпича по проекту архитектора А. Лозинского на месте сожжённой церкви. Храм относится к Дятловскому благочинию Новогрудской епархии Белорусской православной церкви. Входит в Государственный список историко-культурных ценностей Республики Беларусь.

## История
В 1872 году члены Новоельнянского попечительства ходатайствуют о строительстве церкви перед гродненским церковно-строительным присутствием: «Давно мы имеем необходимую нужду в новой церкви. Более десятка лет после того как сгорела от громового удара наша деревянная церковь мы должны были ходить на богослужение в ближайшую Дворецкую церковь… Мы в 1864 году устроили на свои скудные средства маленькую кладбищенскую церковь, покрыта соломой». В ходатайстве далее просят построить если не каменную, то хотя бы деревянную церковь. Ходатайство было удовлетворено, и в 1876—1879 годах на месте сожжённой возводится новая каменная церковь по проекту архитектора А. Лозинского.
В Гродненском православно-церковном календаре 1899 года описывается как каменная церковь с каменной колокольней, обнесённая деревянной оградой. Церковь построена в 1878 году на месте бывшей деревянной церкви, поставленной в 1755 году, которая сгорела в 1847 году. При церкви было основано церковно-приходское попечительство, работали две школы в Ведровичах и Новоельне с 84 учащимися мальчиками и 11 девочками. Настоятелем храма был Александр Дубинский, рукоположённый 2 июля 1895 года.
В состав прихода входили сёла Новоельня, Охоняны, Ведровичи, Ворокомщина, Корица, Лижейки, Новосёлки, Рабки, Селивонки, Толкуны. К церкви принадлежало 1702 прихожанина: 814 мужчин и 888 женщин.
Постановлением Совета Министров Республики Беларусь от 21 сентября 2010 года № 1351 церковь внесена в Государственный список историко-культурных ценностей Республики Беларусь как историко-культурная ценность регионального значения (категория 3).

## Архитектура
Церковь Рождества Пресвятой Богородицы является памятником архитектуры русского стиля. Состоит из кубовидного объёма молитвенного зала под пологой четырёхскатной крышей, прямоугольной трапезной (колокольня над ней была разрушена) и апсиды. На крыше — луковичный купол на восьмигранном барабане. Над входом и апсидой — маковки. Арочные оконные проёмы и круглые люкарны боковых фасадов объединены в 2 яруса общим килевидным наличником. Килевидными арками решены входные порталы трёх папертей и обрамления арочных оконных проёмов. Декор фасадов включает пилястры, профилированные карнизы, аркатурные фризы, ниши. Зал церкви перекрыт цилиндрическим сводом на подпружных арках.